# Леонхард III фон Харах-Рорау
Леонхард III фон Харах-Рорау (на немски: Leonhard III von Harrach zu Rohrau; * 1481; † 2 декември 1527) от род фон Харах, е господар на Харах-Рорау в Долна Австрия. Той е държавен съветник в Грац, управител (Landesverwester) на Щирия.

## Живот
Той е син на управителя на Щирия Леонхард II фон Харах (1449 – 1513), господар на Пухенщайн, Лабег и Рабенщайн, и съпругата му Маргарета Пернер-Раухеншахен (1453 – 1507), дъщеря на Волфганг фон Пернер-Раухеншахен и Анна Тацлер фон Пьосениц. Внук е на Леонхард I фон Харах († 1461) и третата му съпруга Урсула Пелайтер (1422 – 1478). Внук е и на Бернхард фон Харах († 1433). Брат му Георг († 24 юни 1514 в Талхайм) е първият германски монах в Пауланския орден, викар на Германската провинция Бохемия на този орден, коректор на манастир Св. Анна в Талхайм от 1497 г.
Леонхард III фон Харах купува през 1524 г. господството Рорау в Долна Австрия. По-късно дворецът Рорау става резиденция на фамилията. Той умира на 46 години на 2 декември 1527 г.

## Фамилия
Леонхард III фон Харах-Рорау се жени за Барбара фон Глайнитц (* 1485; † 28 март 1535), дъщеря на фрайхер Балтазар фон Глайнитц-Глайнщетен и Барбара фон Раминген. Те имат 12 деца:
- Йоахим фон Харах (* 1504; † 1537)
- Барбара фон Харах (* 1505; † 13 декември 1563, Пернщайн), омъжена за фрайхер Кристоф II Йоргер фон Крайзбах (* 1502; † 19 януари 1578)
- Катарина фон Харах (* 1507), омъжена за фрайхер рицар Кристоф Грасвайн фон Вайр-Пюхел
- Маргарета фон Харах (* 1508; † сл. 4 февруари 1566, омъжена за Андреас Танредл († 4 февруари 1566)
- Анна фон Харах (* 1510; † 8 април 1576), омъжена за фрайхер Леонхард фон Зинцендорф (1506 – 1548)
- Якоб фон Харах (* 1512; † 16 август 1527)
- Леонхард IV фон Харах-Рорау (* 1514; † 27 юни 1590), става имперски фрайхер на Харах-Рорау на 4 януари 1552 г., фрайхер на Бохемия 1577 г., женен 1536 г. за Барбара фон Виндиш-Грец (* ок. 1520; † 9 август 1580)
- Фелицитас фон Харах (* 1516/1517; † 1575), омъжена за Якоб Зигхарт
- Урсула фон Харах (* 1522; † 18 септември 1554), омъжена на 21 юни 1540 г. в Аугсбург за фрайхер Йохан Якоб Фугер фон Кирхберг и Вайсенхорн (1516 – 1575)
- Агнес фон Харах (* сл. 1522; † 1557), омъжена за Кристоф фон Кьонриц
- Якоб фон Харах († сл. 1527)
- Кристина фон Харах